# Шоу Эллен Дедженерес
«Шоу Эллен Дедженерес» (англ. The Ellen DeGeneres Show, иногда сокращается до «Эллен» (англ. Ellen)) — американское ток-шоу, которое ведёт комик/актриса Эллен Дедженерес. Шоу в первый раз вышло в эфир 8 сентября 2003 года и завершилось 26 мая 2022 года. Всего выпущено более трёх тысяч эпизодов. В мае 2021 года Эллен Дедженерес объявила, что 19-й сезон шоу станет заключительным и завершится весной 2022 года. Шоу получило множество наград, в том числе 61 дневную премию «Эмми» (из 171 номинации) и 14 People’s Choice Award.

## Концепция
Программа сочетает в себе комедию, знаменитостей, музыкальных артистов и интересные истории. В программе часто проводятся игры с участием зрителей, в которых разыгрываются призы. Во время её двенадцатидневной акции по раздаче подарков зрители получают призы на сумму около 3000 долларов в каждом из двенадцати эпизодов. Поскольку шоу стало настолько популярным, не все, кто приезжает в надежде увидеть запись, могут поместиться в студии, поэтому было создано ответвление, названное Томом Хэнксом The Riff Raff Room. Люди, сидящие здесь, часто упоминаются и кратко показываются на камеру, но наблюдают за записью со сцены. Другие личности были представлены в попытке ДеДженерес подарить им 15 минут славы. Гостями рубрики стали умные дети, владельцы малого бизнеса и т. д. В третьем сезоне шоу ДеДженерес начало удивлять поклонников, знакомя их с их любимыми знаменитостями.

### Элементы

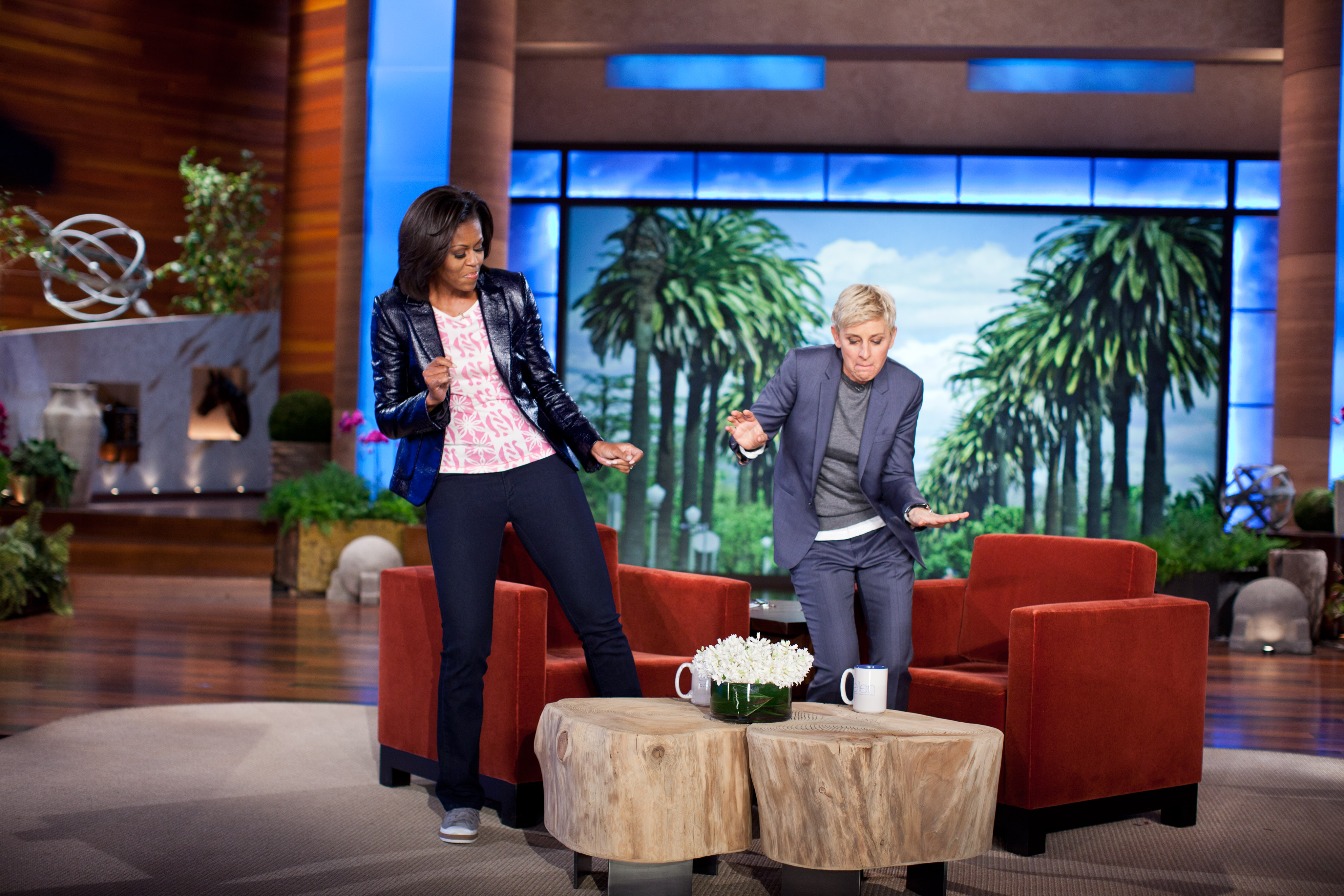
Мишель Обама танцует в Шоу Эллен Дедженерес

В шоу есть много повторяющихся сегментов на протяжении многих лет. Некоторые из них включают:
- Oh Hair No! ― сегмент, в котором фанаты отправляют ДеДженерес фотографии своих забавных причёсок, некоторые из которых появляются в шоу.
- Know or Go ― сегмент, в котором участвуют три члена аудитории (в качестве участников), которые отвечают на вопросы по разным темам, таким как День благодарения, текущие события. При неправильном ответе участника сбрасывают в люк. Оставшийся участник должен будет правильно ответить на 3 вопроса подряд, чтобы выиграть игру.
- Clumsy Thumbsy ― сегмент, в котором Эллен показывает перепутанные автокоррекции, присланные фанатами.
- Oh Puh-lice ― сегмент, в котором показаны странные полицейские отчёты.
- Ellen’s Dance Dare ― сегмент, в котором зрители отправляют видео о том, как они тайно танцуют за спинами ничего не замечающих людей. Ирландские джигиты были показаны в эпизоде 2012 года, посвящённом Дню Святого Патрика. В нём приняли участие многие знаменитости, такие как Эмма Стоун, Зак Эфрон, Лилли Сингх, Яноскианцы и Тейлор Свифт.
- Bad Paid-for Tattoos ― сегмент со странным, обычно с ошибками, боди-артом.
- A Little Yelp From My Friends ― Эллен читает отзывы с сайта Yelp.
- What’s Wrong with These Photos? ― глупые фотографии, присланные зрителями.
- What Were They Thinking? ― зрителям показывают, как они танцуют, а голоса разыгрывают мысли танцоров.
- What’s Wrong with These Signs? ― зрители присылают Эллен фотографии знаков, которые не совсем верны.
- Tony Karaoke ― сегмент, в котором диджей шоу Тони поёт часто неправильные, но весёлые тексты популярных песен.
- Tea Time with Sophia Grace and Rosie ― сегмент, в котором София Грейс и Рози берут интервью у знаменитых гостей шоу, наслаждаясь печеньем и чаем.
- OMKalen ― показывает Кален Аллен, реагирующую, часто драматично, на видео. Этот сегмент стал повторяющимся на EllenTube.
- ApPARENTly Confused ― сегмент, в котором Эллен показывает сообщения, написанные родителями, которые не разбираются в текстовых сообщениях и технологиях.
- In Your FACEbook ― сегмент, в котором Эллен делится забавными фотографиями на Facebook, сделанными со страниц профилей участников аудитории.
- Weekly Tweetly Roundup ― сегмент, в котором Эллен делится забавными и интересными твитами.
- Classic Joke Thursday ― сегмент, в котором Эллен делится забавными шутками/каламбурами, обычно в разговоре с диджеем шоу.
- This Plus That ― сегмент, в котором показан монтаж танцующих зрителей, обычно сочетается с юмористическими звуковыми эффектами.
- Just KID-ink ― сегмент, в котором Эллен делится забавными рисунками детей.
- INSTA-grammification ― сегмент, в котором Эллен делится забавными и необычными фотографиями со страницы шоу в Instagram.
- Vine After Vine ― сегмент, в котором Эллен делится забавными 6-секундными видеоклипами из популярного мобильного приложения Vine.
- Grand Design ― онлайн-сегмент, в котором Эллен вместе с ведущими и экспертами по строительству, Джоном Коланери и Энтони Каррино, перепроектировала комнату всего за 24 часа с бюджетом в 1000 долларов.
- What Have YOU Been Up to on Facebook? ― повторяющийся сегмент, в котором Эллен раскрывает перед аудиторией некоторую личную и частную информацию общественности.
- Starbucks Prank! ― повторяющийся сегмент, в котором Эллен отправляет популярных знаменитостей в Starbucks, чтобы подшутить над кассирами.
- What The Heck Are These Kids Talking About? — сегмент, в котором Эллен рассматривает тексты рэпа и пытается понять, что они означают.
- Celebrity Pranks! ― сегмент, в котором Эллен часто разыгрывает или пугает гостей-знаменитостей, хотя однажды она разыграла пару лучших друзей, которых привела на шоу. Хотя любая знаменитость может стать жертвой розыгрыша в любое время, некоторые часто попадались на это, в том числе Тейлор Свифт, Эрик Стоунстрит, Сара Полсон и Селена Гомес, каждая из которых попадалась на это не менее пяти раз за несколько выступлений. В нескольких случаях знаменитость разыгрывается более одного раза во время одного и того же шоу (Октавия Спенсер и Сэм Смит, а также ранее упомянутые). Некоторые шалости включают (но не ограничиваются ими) пугание гостей в раздевалке (обычно в ванной комнате), когда сотрудник или другая знаменитость пугают их на сцене во время интервью (используя различные методы, от простых до изобретательных), или закулисные махинации, где её собственные сотрудники, особенно Энди Ласснер, также часто становятся жертвами.
- Chat Time With Ellen! ― сегмент ток-шоу, в котором Эллен рассказывает о людях, которые сняли вирусные видео.
- Can Andy Say That? — сегмент, в котором Эллен просит исполнительного продюсера шоу Энди Ласснера повторить забавные фразы, наполненные двусмысленностью и сексуальными намёками.
- Haunted House ― сегмент, в котором Эллен отправляет свою писательницу Эми Роудс в различные дома с привидениями в дни, предшествующие Хэллоуину.
- Average Andy ― сегмент, в котором Эллен посылает своего исполнительного продюсера Энди Ласснера учиться новым навыкам у самых талантливых людей в мире.
- Throwback Thursday ― сегмент, в котором каждый четверг Эллен пересматривает забавные моменты из предыдущих сезонов.
- Who’s In My Bushes? ― сегмент, в котором знаменитость прячется в декоративных кустах, в котором Эллен будет задавать вопросы этой знаменитости и в конце концов выйдет, когда её поймут. Однако во время этого сегмента Эллен уже знает, кто такая знаменитость, и зрители просто подыграют ей.
- Take That, China! ― сегмент, в котором Эллен шутит о непрактичных и часто неразумных американских изобретениях.
- Breaking News ― сегмент, в котором ведущий новостей Девин Скиллиан прерывает шоу и сообщает необычно приземлённые, юмористические последние новости.
- Why I Don’t Have Kids ― сегмент, в котором Эллен показывает фотографии или видео, присланные зрителями о сумасшедших ситуациях, с которыми они столкнулись со своими детьми.
- Epic or Fail ― сегмент считается любимой игрой Эллен, в которой она показывает несколько трюков, записанных на плёнку, и когда видео останавливается, Эллен, зрители, приглашённые знаменитости и Twitch должны угадать результат финала.
- Hot Hands ― игра, в которой кто-нибудь из зрителей или знаменитостей садится на специальное сиденье и называет знаменитостей, которые отображаются на экране как можно больше за 30 секунд.
- 5 Second Rule ― игра, в которой Эллен и участники-знаменитости должны подумать на ходу и перечислить три ответа, которые попадают в заданную категорию всего за пять секунд.
- Ellen In Your Ear ― сегмент, в котором знаменитости общаются с ничего не подозревающими людьми, а Эллен инструктирует знаменитостей через удалённый наушник.
- Ask Dr. Dax ― сегмент, в котором Дакс Шепард даёт советы по отношениям членам аудитории, часто рассказывая истории о своём собственном опыте.
- What’s In The Box? ― сегмент, в котором Эллен раздаёт подарки через коробки, занавески и небольшие игры, такие как трёхкарточный монте. Подарки могут включать в себя iPad, часы.
- Hubba Hubba Quiz Quiz ― сегмент, в котором Эллен расспрашивает мужчин.
- Don’t Leave Me Hanging ― игра, в которой Эллен расспрашивает людей. Если они получают удар, их поднимают в воздух. Если они получат три удара, их поднимут до самого верха.
- Ellen, Rate My Baby ― сегмент, в котором Эллен оценивает фотографии младенцев, присланные её зрителями, по шкале 1-10 (она превышает 10, например, 17/10).
- Make it Rain ― игра, в которой две (обычно мужчины) знаменитости должны отвечать на вопросы. Если они ответят правильно, то получат возможность встать под одним из нескольких зонтиков и потянуть за верёвочку. Один из зонтиков высвобождает деньги, которые идут на благотворительность по выбору победителя. Другие зонтики выпускают воду и обливают знаменитость с ног до головы.
- Me Me Monday ― сегмент, в котором Эллен показывает коллекцию забавных мемов и комментариев к ним.
- Danger Word ― игра в ассоциации слов, напоминающая пароль, в которой зрители должны угадать слово по подсказкам, не произнося титульного «опасного слова» (например, «хлопья» — опасное слово для «болельщиков»). Если игрок угадывает выигрышное слово, противник получает удар и распыляется одной из пушек. Если человек угадывает слово «опасность», этот человек получает удар и распыляется.
- Thank GIF It’s Friday ― сегмент, в котором Эллен показывает GIF-файлы, которые люди публикуют в Интернете. Она показывает их по пятницам.
- One-Eyed Monster ― игра, в которой два игрока по очереди входили в пасть монстра, где их будет допрашивать Эллен. Сам ответ варьировался от 0 до 5. За каждый номер, который участник выбывает, он или она должны вырвать один из зубов монстра. Однако один из зубов монстра заставит челюсти монстра захлопнуться.
- The Masked Dancer ― сегмент, имитирующий сериал «Певец в маске» (на что Эллен отмечает, что Фокс ещё не подал на неё в суд), где Эллен и Твитч пытаются угадать личность таинственного гостя, скрытого маскарадной маской.
- Burning Questions ― игра, в которой гость-знаменитость сидит в кресле перед звонком, в то время как Эллен задаёт им множество личных (иногда неловких) вопросов. Знаменитость нажимает на звонок, когда они отвечают на вопрос.

## COVID-19
11 марта 2020 года Дедженерес объявила через Twitter, что сейчас она будет снимать своё шоу без аудитории в студии, чтобы защитить здоровье и безопасность фанатов, персонала и съёмочной группы. В твите от 13 марта 2020 года ДеДженерес объявила, что производство шоу приостановлено до 30 марта 2020 года, чтобы защитить здоровье её аудитории и персонала во время пандемии COVID-19. Начиная с 6 апреля 2020 года, шоу велось из её дома.
16 апреля 2020 года издание Variety сообщило, что члены съёмочной группы обвинили шоу в том, что оно не сообщило об их заработной плате во время остановки, вызванной пандемией.

## Конец
19 мая 2021 года Дедженерес подтвердила, что шоу завершится в конце сезона 2021-22 годов, девятнадцатого сезона шоу, что совпадает с окончанием её текущего контракта. Компания Warner Bros. изначально не предполагалось предлагать программу прямой замены, и телевизионные станции, принадлежащие нынешнему ведущему оператору NBC, объявили, что перенесут шоу Келли Кларксон, которое производится дочерней компанией NBCUniversal Syndication Studios, во временной интервал Эллен на своих станциях. Другие станции будут принимать индивидуальные решения о замене программ, а некоторые могут заполнить временной интервал местными новостными программами, хотя некоторые из них проявили интерес к возможности шоу, организованного частой ведущей Эллен, Тиффани Хаддиш.
В ноябре 2021 года сайт Deadline.com сообщил, что Warner Bros. обсуждал с местными группами радиостанций потенциальное новое дневное ток-шоу с Дженнифер Хадсон, которое может начаться уже осенью 2022 года, которое студия рассматривает как преемника Эллен, несмотря на предварительное объявление станций, принадлежащих NBC.